# Гобіт, або Туди і звідти
«Го́біт, або Туди́ і зві́дти» (англ. The Hobbit, or There and Back Again, варіант перекладу — «Гобіт, або Мандрівка за Імлисті гори») — роман-казка англійського письменника Джона Роналда Руела Толкіна. Вперше роман опублікувало 1937 року видавництво «Джордж Аллен і Анвін», із часом став класикою дитячої літератури. В основі сюжету — подорож гобіта Більбо Торбина, чарівника Ґандальфа та тринадцятьох гномів на чолі з Торіном Дубощитом. Їхній шлях лежить до Самотньої Гори, де дракон Смоґ стереже захоплені ним гномівські скарби.
Пишучи «Гобіта», Толкін звертався до мотивів скандинавської міфології та давньоанглійської поеми «Беовульф». На думку низки дослідників, у романі відобразився досвід участі письменника в Першій світовій війні. Характерною особливістю твору є протиставлення архаїчного й сучасного стандартів поведінки, зокрема через стилістику мови персонажів. Головний герой, Більбо Торбин, має чимало характеристик сучасної людини і, як наслідок, на тлі стародавнього світу видається певним анахронізмом. Відповідно, у творі порушується питання співвідношення людини сучасної культури зі стародавніми героями, в оточенні яких вона перебуває. Протягом історії відбувається розвиток головного героя — участь у пригодах стає для Більбо шляхом самопізнання. У конфлікті за скарби, який виникає в пізній фазі сюжету роману, автор обігрує почуття жадоби до матеріальних цінностей та його подолання.
«Гобіт, або Туди і звідти» — перший опублікований твір Толкіна, дія якого відбувається у світі Середзем'я. Книга отримала схвальні відгуки критиків і мала попит у читачів, що спонукало видавця просити автора про продовження. 1937 року Толкін узявся за написання нової історії про гобітів. Підсумком роботи став роман «Володар Перснів» — на відміну від «Гобіта», цей твір орієнтований на дорослу читацьку аудиторію. Щоб досягти узгодженості між двома книгами, Толкін зробив деякі зміни в початковому тексті «Гобіта», насамперед щодо опису зустрічі Більбо з Ґолумом.

## Сюжет

«Пригірок: Гобітів по той бік Водиці» — малюнок Толкіна, що зображує помешкання Більбо Торбина в країні гобітів

Казка починається з опису вигаданої раси гобітів — коротунів, які були «десь до половини нашого зросту, і меншими за бородатих гномів». Статечний гобіт Більбо Торбин веде спокійне та розмірене життя в Торбиному Куті — упорядкованому підземному житлі, спорудженому в глибині Пригірка. Одного разу його несподівано відвідують чарівник Ґандальф і компанія з тринадцяти гномів. Ватажок гномів Торін Дубощит розповідає історію свого народу — як їх вигнав із їхніх підземних чертогів у Самотній Горі дракон Смоґ, який відтоді заволодів їхніми скарбами. Гноми мають намір здійснити похід на Схід до Гори, щоб помститися драконові й повернути свої багатства. Загону потрібен досвідчений викрадач. Ґандальф рекомендує на цю роль Більбо Торбина, який, попри скептичне ставлення до нього гномів, після деяких вагань погоджується.
Під час подорожі гноми потрапляють у полон до трьох тролів, але на допомогу приходить Ґандальф. Чарівник, знаючи слабкість тролів, тягне час до світанку, після чого ті перетворюються на камінь. У їхньому лігві Торін і Ґандальф знаходять стародавні ельфійські мечі, а Більбо отримує ельфійський кинджал, який він згодом назве Жалом. Потому загін досягає долини Рівенділ, населеної ельфами. Ельронд, правитель цього місця, приймає мандрівників у себе в гостях і допомагає їм прочитати таємні місячні літери на мапі Самотньої Гори та околиць.
Під час переходу через Імлисті Гори компанія Торіна потрапляє в полон до гоблінів, які приводять мандрівників у свої підземелля, але Ґандальф знову рятує їх. Під час утечі від гоблінів Більбо губить своїх товаришів. Блукаючи печерами, він знаходить перстень, а потім зустрічає Ґолума — слизьку істоту, яка мешкає біля підземного озера. Ґолум пропонує Більбо зіграти в загадки на таких умовах: якщо Більбо виграє, Ґолум покаже йому вихід із печер, а якщо програє, то Ґолум з'їсть його. Більбо перемагає, але Ґолум підозрює його у викраденні свого чарівного персня, здатного робити власника невидимим, і нападає на гобіта. Більбо, випадково одягнувши знайдений перстень, стає невидимим і, прямуючи за Ґолумом, знаходить вихід назовні. Незабаром він зустрічає своїх супутників, проте загін наздоганяють гобліни та люті вовки — варги, і лише раптовий прихід на допомогу орлів рятує мандрівникам життя.
Загін знаходить притулок у будинку Беорна — людини, яка може обертатися на ведмедя. Він допомагає їм дістатися величезного й повного небезпек Морок-лісу. Біля його кордонів Ґандальф залишає своїх супутників, вирушивши у невідкладних справах на південь. Намагаючись перетнути Морок-ліс, гноми двічі потрапляють у полон: спершу до велетенських павуків, потім — до лісових ельфів, але щоразу Більбо за допомогою персня визволяє своїх друзів.

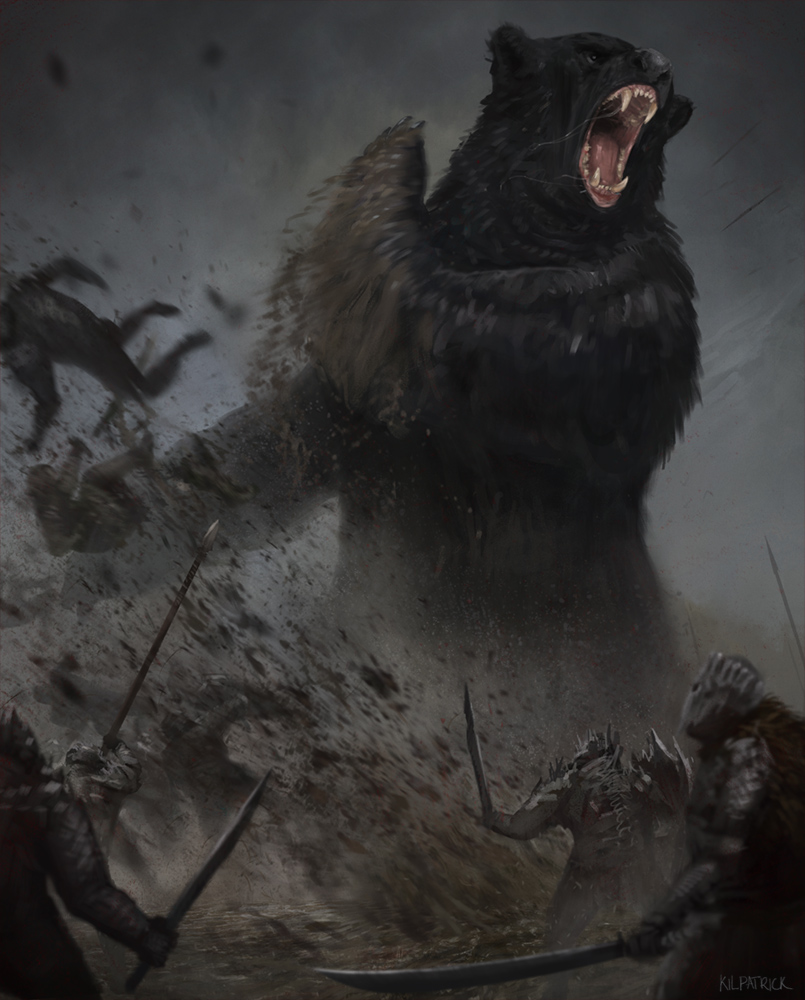
Беорн у Битві П'ятьох Воїнств

Мандрівники прибувають до Озерного Міста — поселення людей, побудованого на озері. Загін продовжує шлях і досягає Самотньої Гори. Більбо, вдягнувши перстень, пробирається до лігва дракона й краде звідти велику чашу. Коли він знову приходить до печери, Смоґ зустрічає його й заводить із ним розмову, намагаючись вивідати інформацію про наміри гномів та обставини їхньої подорожі. Більбо, зі свого боку, за допомогою хитрощів дізнається про незахищене місце в обладунках дракона. Смоґ, розлючений тим, що жителі Озерного Міста надали допомогу гномам, нападає на поселення та спалює його. Дрізд, який почув розповідь Більбо про вразливе місце дракона, переказує ці відомості Барду Лучнику, і тому вдається вбити Смоґа чорною стрілою, виготовленою в підземних кузнях Короля під Горою.
Гноми остаточно повертають своє королівство. Тим часом до Самотньої Гори прямують армії лісових ельфів та жителів Озерного Міста. Бард, який очолює людей, вимагає від Торіна поділитися з ним частиною скарбів, обґрунтовуючи це таким чином: 1) він убив дракона, тому заслуговує на нагороду; 2) він є спадкоємцем Ґіріона, володаря Долу, а частину своїх скарбів дракон викрав із цього міста; 3) з вини гномів Смоґ знищив Озерне Місто, жителі якого надали допомогу Торіну та його супутникам під час походу. Торін відмовляється виконувати вимоги Барда. Щоб змусити його вести переговори й вирішити конфлікт мирним шляхом, Більбо потай передає воєначальникам армій людей і ельфів як заставу Дорог-камінь — сяйливий дорогоцінний камінь королівської династії гномів, який має для Торіна найбільшу цінність серед усіх скарбів. Торін звинувачує Більбо у зраді та виганяє його.
На допомогу обложеним у Горі гномам із Залізного Кряжа прибуває союзна армія на чолі з Даїном, родичем Торіна. Ворожі сторони ледь не починають битву, проте біля Самотньої Гори зненацька з'являються армії гоблінів і варгів. За таких обставин гноми, ельфи й люди об'єднуються проти спільних ворогів. Починається бій, названий згодом Битвою П'ятьох Воїнств. У розпал битви, коли надія на перемогу майже згасає, прибувають орли та велетень Беорн у ведмежій подобі — він убиває багатьох ворогів, зокрема ватажка гоблінів Болґа. Гоблінів охоплює жах і вони кидаються врозтіч. Однак перемога дістається союзникам дорогою ціною — гинуть, зокрема, Торін і його племінники, Філі та Кілі. Перед смертю Торін примиряється з Більбо. Гобіт повертається додому, погодившись взяти з усіх скарбів лише дві маленькі скрині із золотом і сріблом, бо більшого, на його переконання, він не потребує.
Удома на гобіта чекає несподіванка — скориставшись зникненням Більбо, його родичі влаштовують розпродаж його майна з аукціону. Після тривалої юридичної тяганини Більбо вдається владнати цю проблему й повернутися до спокійного життя. Він пише вірші, товаришує з ельфами та втрачає свою репутацію серед гобітів, які вважають його дивакуватим, проте Більбо це анітрохи не хвилює. Роман завершується візитом до оселі Більбо Ґандальфа та одного з гномів — Баліна, який розповідає про землі навколо Гори, які тепер знову розквітають.

## Історія створення

### Написання

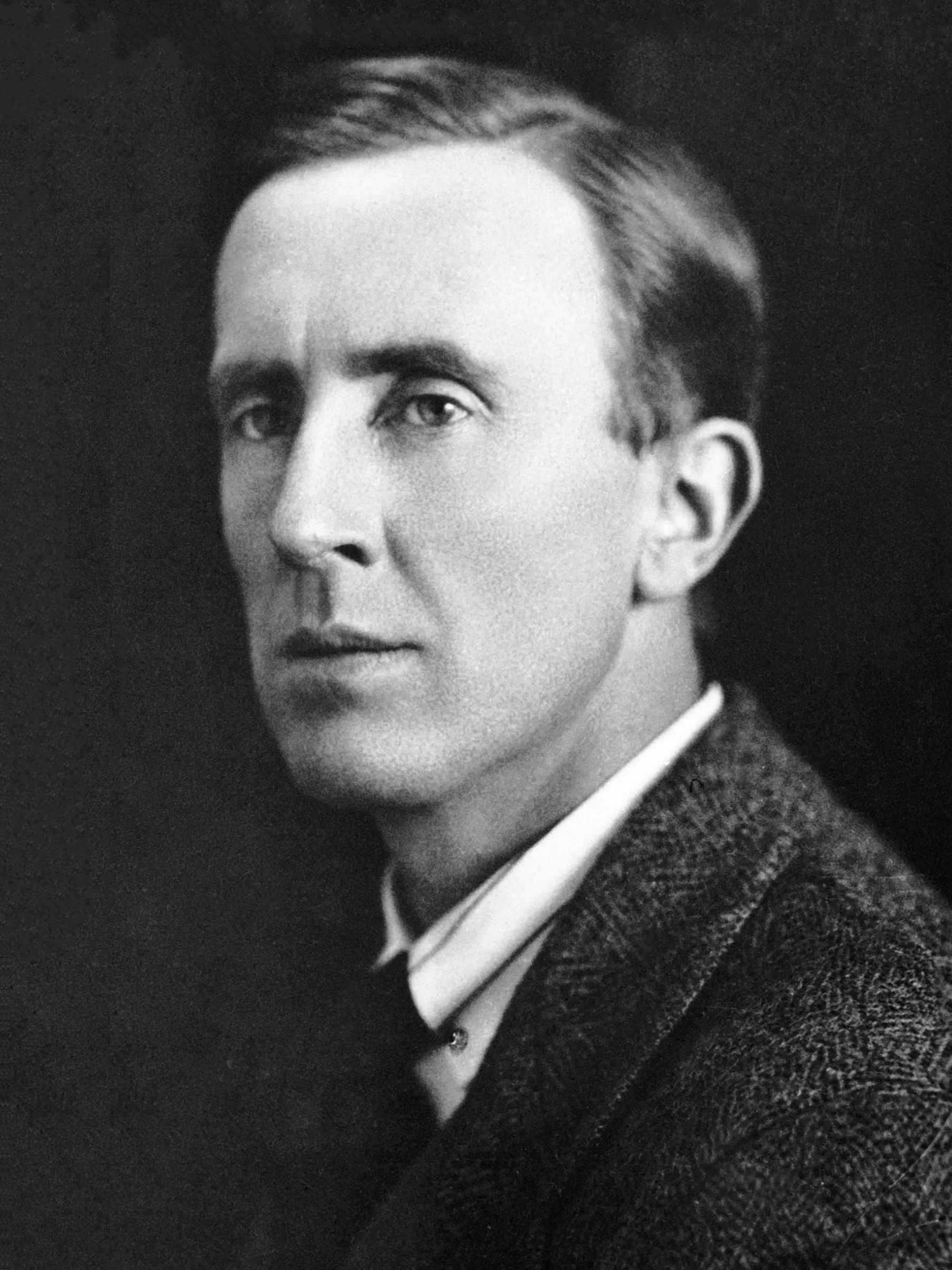
Дж. Р. Р. Толкін. Світлина 1920-х років

У 1920—1930-х роках Дж. Р. Р. Толкін обіймав посаду професора англосаксонської мови в Оксфордському університеті. У науковому середовищі він був відомий насамперед завдяки дослідженням давньоанглійського епосу «Беовульф» і роботі над виданням середньовічної поеми «Сер Ґавейн і Зелений Лицар». Для своїх дітей він писав казки. Починаючи з 1920 року, він писав їм листи від імені Різдвяного Діда, оздоблюючи їх численними ілюстраціями — згодом вони були опубліковані в окремій книзі. Іншою сферою його творчої діяльності було створення власної міфології про світ Арди — Землі, якою вона була у вигадані праміфологічні часи. Ще зі студентських років майбутній письменник відчував, що його не влаштовує надзвичайна вбогість збереженої англійської фольклорної спадщини, і це спонукало його на створення власної «міфології для Англії» під враженням від міфологічної спадщини фінів, відтвореної Еліасом Леннрутом у «Калевалі». Чільне місце в сказаннях Толкіна посідали ельфи, постаті яких він цілеспрямовано змальовував на основі середньовічної традиції, що зображала ельфів не крихітними крилатими істотами, як у Шекспіра та авторів Вікторіанської епохи, а могутніми й величними надприродними створіннями, що не поступаються за зростом людям. Важливим чинником творчого методу письменника була спеціальність Толкіна, вченого-філолога. За його словами, підґрунтям його літературної діяльності було створення вигаданих мов: «Скоріше „історії“ складалися для того, щоб створити світ для мов, ніж навпаки». Тож історіям Толкіна про ельфів передувало створення ретельно опрацьованих ельфійських мов, споріднених між собою на взірець мов індоєвропейської сім'ї.
Толкін згадував про походження «Гобіта» в листі до поета Вістена Г'ю Одена:
Усе, що я пам'ятаю про початок «Гобіта», — я сидів, перевіряючи випускні твори школярів, охоплений нескінченною втомою від цього щорічного завдання, яке змушені виконувати вчені з дітьми, що беруться за різні підробітки. На чистому аркуші я нашкрябав: «У норі попід землею жив собі гобіт». Я не знав і не знаю чому. Я довго з цим нічого не робив…Оригінальний текст (англ.)
All I remember about the start of The Hobbit is sitting correcting School Certificate papers in the everlasting weariness of that annual task forced on impecunious academics with children. On a blank leaf I scrawled: «In a hole in the ground there lived a hobbit.» I did not and do not know why. I did nothing about it, for a long time…

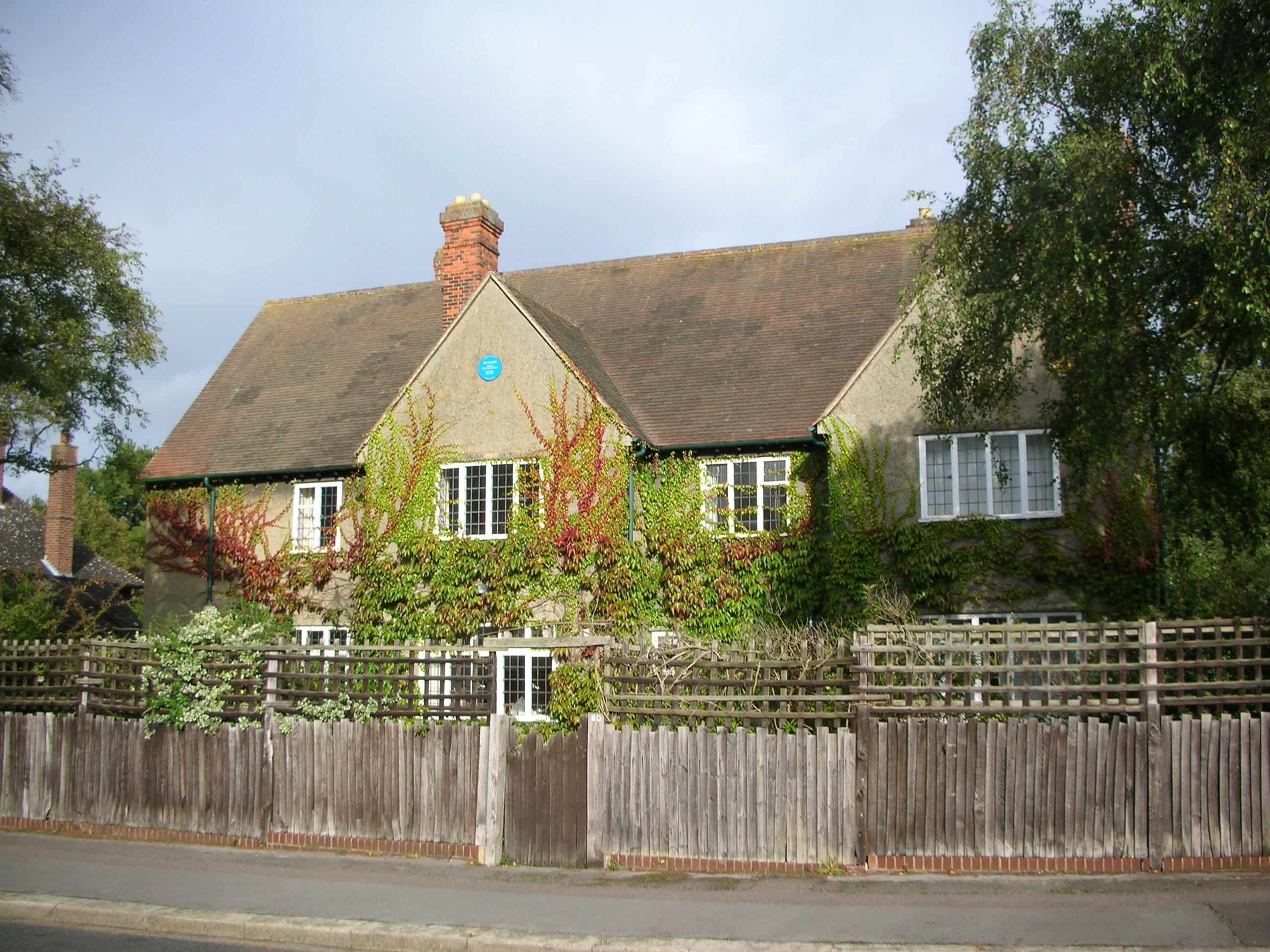
Будинок № 20 по Нортмур-роуд у Оксфорді, де Толкін проживав із 1930 по 1947 роки

За сімейною традицією, в процесі створення казки Толкін зачитував і переказував її фрагменти своїм дітям зимовими вечорами на Різдвяні свята. Про точний час початку роботи над «Гобітом» відомостей не збереглося. За власними спогадами Толкіна, створення казки він розпочав 1930 року після переселення його із сім'єю до будинку № 20 по Нортмур-роуд у Оксфорді. Проте діти письменника, Джон і Майкл, згадували, що чули від батька казку й раніше, коли вони ще мешкали за попередньою адресою (Нортмур-роуд, 22). Розв'язати цю суперечність удалося завдяки щоденнику Джона, старшого сина Толкіна, у якому зберігся запис від 1 січня 1930 року про те, що того дня «після чаю тато читав „Гобіта“». На підставі цього дослідники творчості письменника дійшли висновку, що за створення казки він узявся наприкінці 1920-х років.
У ранніх чернетках «Гобіта» ватажка гномів звали Ґандальф, тоді як чарівник мав ім'я Бладортін. Дракон звався Прифтаном, Беорн — слов'янським іменем Medwed. Траплялися згадки про реальні географічні об'єкти — Китай, пустелю Гобі, гори Гіндукуш і Шетландські острови. Згідно з початковим задумом Толкіна дракона мав убити Більбо, поки той спав, а битва відбувалася без участі гномів уже під час подорожі гобіта додому, тож Торін, Філі й Кілі лишалися живими.
Оповідь набувала елементів власної міфології Толкіна про світ Арди — майбутнього «Сильмариліона». На питання початкового співвідношення з нею «Гобіта» спогади письменника не дають однозначної відповіді: в одних листах Толкін згадує про «околиці» своєї міфології, де відбуваються пригоди Більбо Торбина, в інших — заперечує їх безпосередній зв'язок. На думку автора «Історії „Гобіта“» Джона Рейтліффа та біографа письменника Джона Ґарта, події «Гобіта» від самого початку відбувалися в тому ж світі, що й толкінівські «легенди Стародавніх Часів», який ще задовго до початку роботи над казкою населяли ельфи, гноми, гобліни, велетенські орли та павуки, злі вовки й кажани-вампіри. До того ж, за словами письменника задумана ним «міфологія для Англії» мала складатися з «більш-менш пов'язаних між собою легенд, від великих і космогонічних до рівня романтичної чарівної казки» — «Гобіт» якраз і був такою. Втім, якщо в ранніх міфологічних оповідях письменника гноми були схильними до зла й зрадливими істотами, то в «Гобіті» він остаточно переосмислив їхні образи, надавши їм геть інших, шляхетніших рис. Дослідники відзначили й низку конкретніших паралелей. Напівельф Ельронд, син Еарендела, у «Гобіті» стає правителем Рівендолу, а Більбо та його супутники знаходять у печері тролів мечі зі зруйнованого ельфійського міста Ґондоліна. Осяяний внутрішнім світлом Дорог-камінь (англ. Arkenstone) отримав свою назву від осучасненого відповідника давньоанглійського слова eorclanstan, яке Толкін вживав на позначення сильмарилів. Король ельфів із «Гобіта» має чимало спільного з Тінґолом, який також правив лісовим королівством, мешкав у підземному палаці й ворогував із гномами. Чорнокнижник із Морок-лісу відповідає чорнокнижнику Ту, який згодом отримав ім'я Саурон. У ранніх версіях «Гобіта» згадувалися Берен і Тінувіель, а Морок-ліс спочатку ототожнювався з Таур-на-Фуїном, Лісом Ночетіні. Король гоблінів Ґольфімбуль, загибель якого призвела до винайдення гри в гольф, у чернетках мав ім'я ельфійського короля Фінґольфіна — елемент «гольф» (англ. golf) наявний в обох іменах.
Чернетку «Гобіта» Толкін завершив у січні 1933 року. Відтоді казку прочитало кілька знайомих письменника. Серед них був друг Толкіна Клайв Стейплз Льюїс, який схарактеризував її як «справді гарну дитячу книгу». 1936 року Елейн Ґріффітс, колишня учениця Толкіна, у розмові зі співробітницею видавництва «Джордж Аллен і Анвін» Сьюзен Деґнел розповіла їй про казку. На прохання Деґнел Толкін надав їй рукопис твору. Прочитавши «Гобіта», вона порадила автору доопрацювати казку й запропонувати до видання. Толкін продовжив роботу над твором. 10 серпня 1936 року він писав: «„Гобіта“ майже завершено, а видавці не можуть дочекатися». У наборі тексту письменнику допомагав його син Майкл, якому доводилося друкувати лівою рукою, оскільки він сильно порізав праву. Готовий машинописний текст надіслали видавцеві 3 жовтня 1936 року. На думку директора видавництва Стенлі Анвіна, найкраще оцінити дитячу книгу мали діти. Він віддав казку на рецензію своєму десятирічному синові Рейнеру, який написав на неї такий відгук:
Більбо Торбин був гобітом, котрий жив у гобітській норі й ніколи не мав пригод, аж нарешті чарівник Ґандальф і його гноми пириконали його піти. Йому було весело воювати з гоблінами й варгами, і нарешті вони дісталися до оденокої гори. Смоґ, дракон, котрий її стириже, його вбивають, а після знаминитої битви з гоблінами він повернувся додому багачем! Ця книга завдяки мапам не потребує картинок і має сподобатися всім дітям віком від 5 до 9.Оригінальний текст (англ.)
Bilbo Baggins was a hobbit who lived in his hobbit-hole and never went for adventures, at last Gandalf the wizard and his dwarves perswaded him to go. He had a very exiting time fighting goblins and wargs. at last they got to the lonley mountain; Smaug, the dragon who gawreds it is killed and after a terrific battle with the goblins he returned home — rich! This book, with the help of maps, does not need any illustrations it is good and should appeal to all children between the ages of 5 and 9.
Роман прийняли до публікації. Рейнер отримав за свою роботу один шилінг — пізніше він називав цю суму найвигіднішим вкладенням в історії їхнього з батьком видавництва. У лютому 1937 року Толкін отримав від видавництва гранки й дійшов висновку про необхідність внесення змін до деяких частин тексту. Під час редагування він подбав, щоб виправлені фрагменти тексту за обсягом збігалися з початковими — це було необхідно, щоб не обтяжувати працівників видавництва додатковою роботою. Втім, у підсумку виправлені фрагменти тексту все одно набирали заново.

### Джерела натхнення

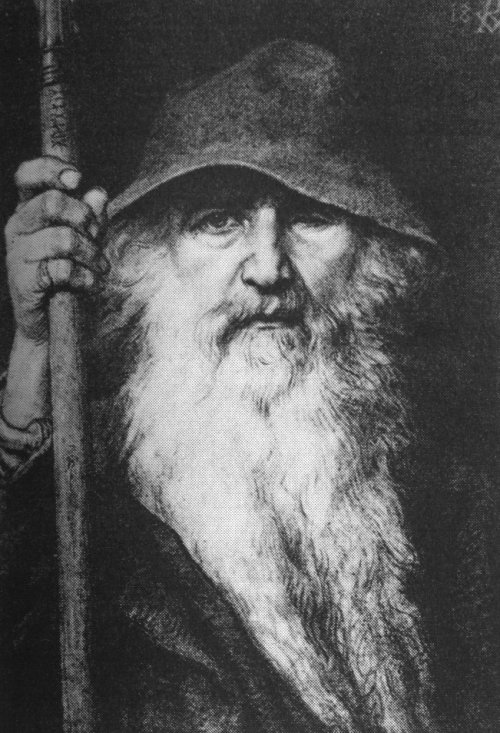
Деякі характерні риси Ґандальфа походять від скандинавського бога Одіна. Картина Георг фон Розен «Одін в образі мандрівника» (1886)

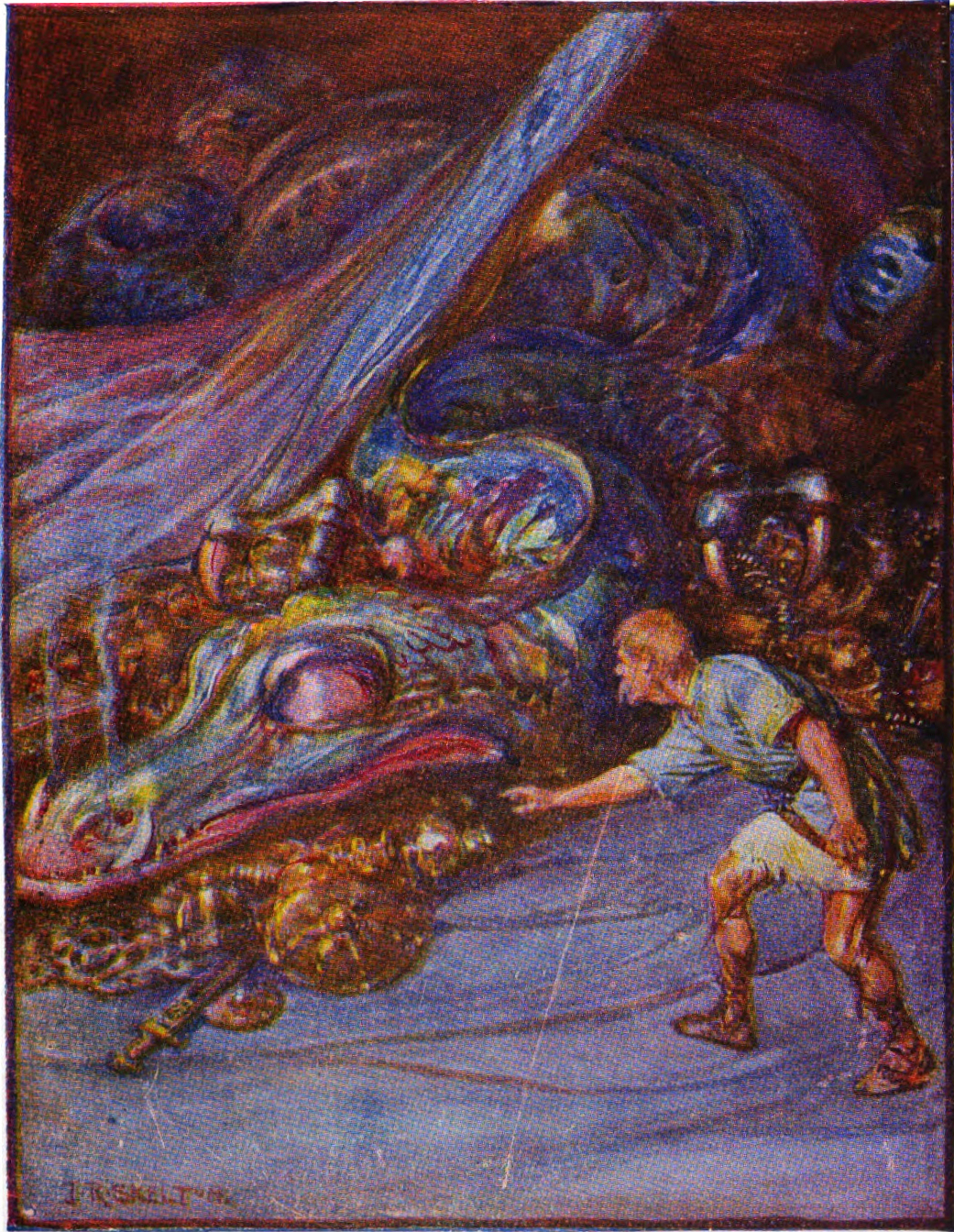
Епізод, у якому Більбо викрадає чашу зі скарбниці дракона, є прямим відсиланням до «Беовульфа»

### Ілюстрації

Дизайн Толкіна для суперобкладинки «Гобіта»

### Публікація

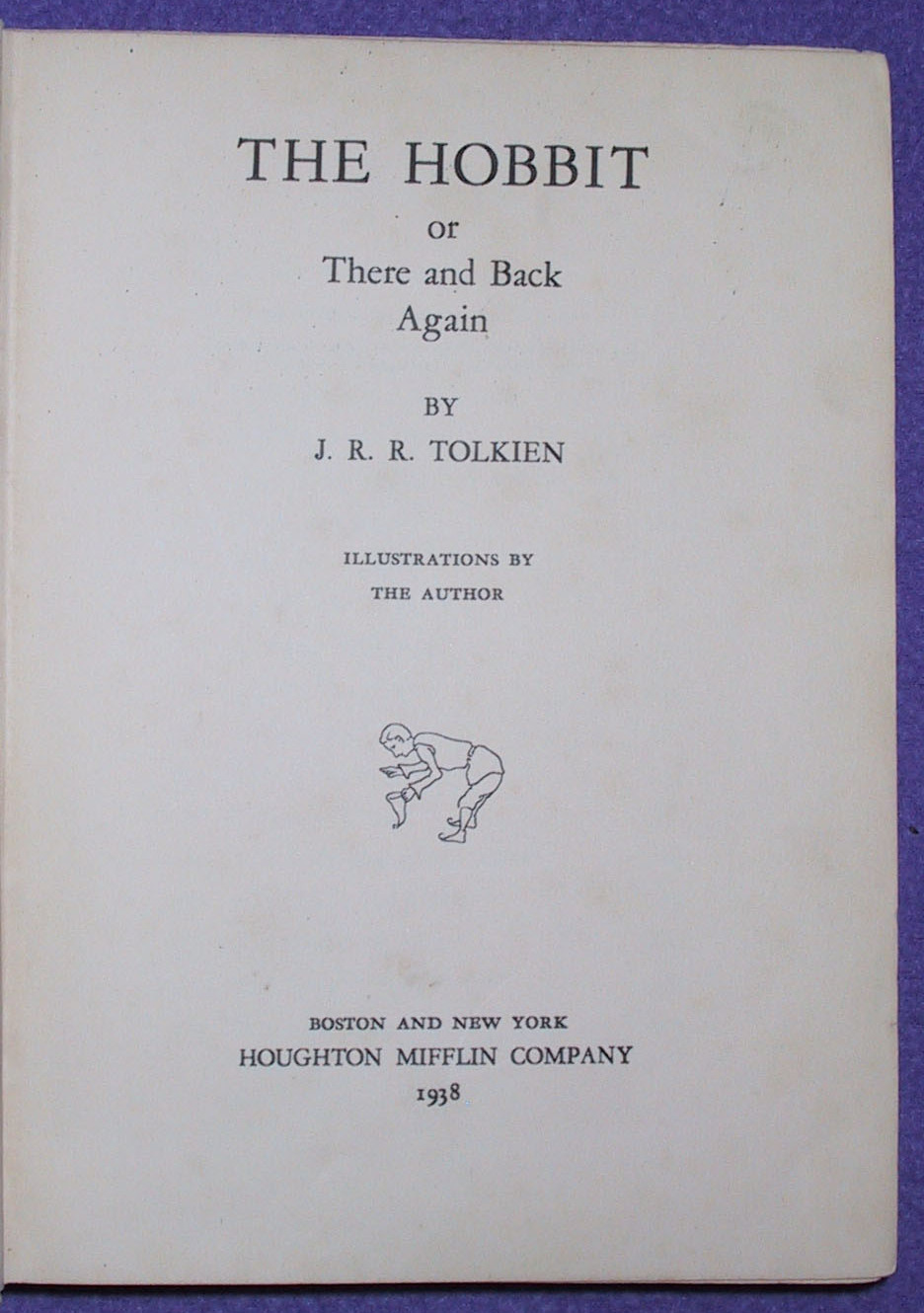
Титульний лист першого американського видання роману

### Подальші редакції

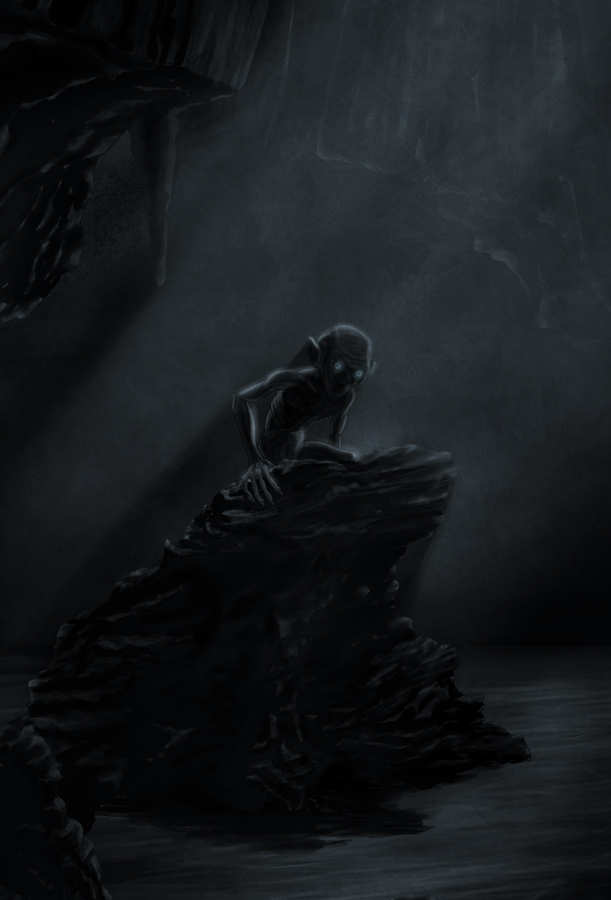
Ґолум

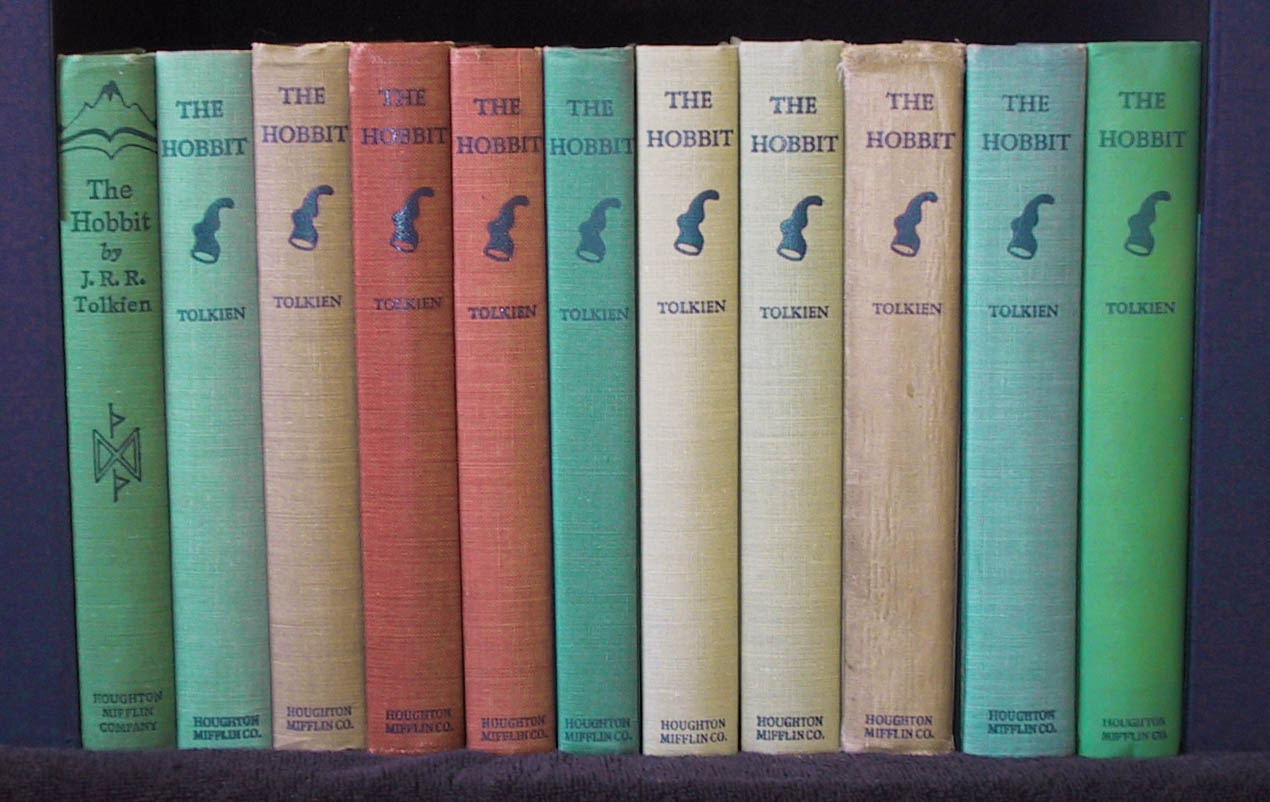
Примірники різних накладів другого американського видання «Гобіта» зі зміненим текстом розділу «Загадки в темряві»